# 圣让斯
圣让斯（法語：Saint-Gence，法語發音：[sɛ̃ ʒɑ̃s]）是法国新阿基坦大区上维埃纳省的一个市镇，位于该省中西部，属于利摩日区。

## 地理
圣让斯（45°55'18"N, 1°8'16"E）面积21.77 平方千米，位于法国新阿基坦大区上维埃纳省，该省份为法国中西部省份，北起顺时针与安德尔省、克勒兹省、科雷兹省、多爾多涅省、夏朗德省和维埃纳省接壤。
与圣让斯接壤的市镇（或旧市镇、城区）包括：佩里亚克、库泽克斯、利摩日、尼约勒、维埃纳河畔韦尔讷伊、韦拉克。
圣让斯的时区为UTC+01:00、UTC+02:00（夏令时）。

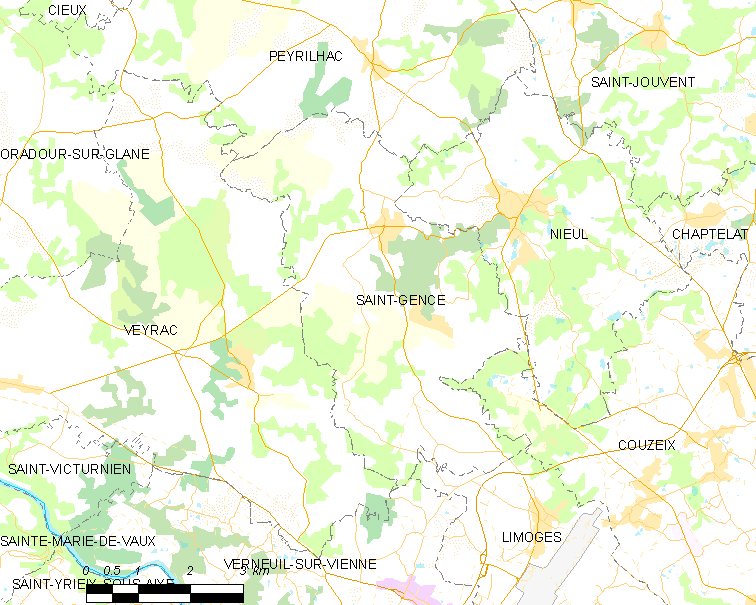
圣让斯的OSM定位图

## 行政
圣让斯的邮政编码为87510，INSEE市镇编码为87143。

## 政治
圣让斯所属的省级选区为库泽克斯县。

## 交通
上维埃纳省省道D28线和D128线在市中心交汇。

## 人口

1962-2008年间圣让斯人口变化图示

圣让斯于2022年1月1日时的人口数量为2208人。